# Broken Arch
Pour les articles homonymes, voir Broken.
Broken Arch est une arche naturelle du comté de Grand, dans l'Utah, aux États-Unis. Elle est protégée au sein du parc national des Arches.